# Otýn Břeněk
Otýn Břeněk (23. března 1870 Vanovice – 28. ledna 1926 Brno), vlastním jménem Otakar Břeněk, byl moravský novinář a spisovatel.

## Život
Narodil se jako dvojče (sestra zemřela měsíční) v rodině řídícího učitele Františka Břenka (1852–1915) a jeho manželky Kristýny, rozené Peškové (1847–1888). Měl bratra a další dvě sestry. Studoval gymnázium v Brně a Praze; po maturitě se pokoušel o studium veterinárního lékařství ve Vídni, Drážďanech a Lvově, studia ale nedokončil.
V Praze pracoval v advokátní kanceláři a jako novinář na volné noze. Poté odešel na Moravu, kde přispíval do různých moravských listů. V letech 1916–1918 byl redaktorem Vídeňského deníku. Po vzniku Československa se vrátil na Moravu a v Brně pracoval jako redaktor v různých denících.
Podle dobové tiskové zprávy zemřel tak, že přijel do Brna z Tišnova, aby vyhledal pomoc v zemské nemocnici (byl nemocen tuberkulózou). Přespal v čekárně a padl při vycházení z brněnského nádraží; nepřežil převoz do nemocnice. Je pohřben na Ústředním hřbitově v Brně.

### Společenské aktivity
Byl členem Moravského kola spisovatelů a Sokola, pro který napsal slova k prostným mužů pro 5. všesokolský slet (1907).
Mezi přátele Otýna Břeňka patřili mj. spisovatelé Bedřich Beneš Buchlovan, Jakub Deml, Jaromír John a Alois Mrštík.

### „Bohém“ Otýn Břeněk
Sám sebe označoval Otýn Břeněk za „posledního bohéma“ a někdy byl přirovnáván k Jaroslavu Haškovi. Jeho bohémství se ale neprojevovalo alkoholismem, i když inspirace pro své literární typy nacházel též v hostincích. Jednalo se o nezájem o majetek a o tuláctví, kdy nesetrvával dlouho na jednom místě, nečekaně odcházel a objevoval se.

## Dílo
Otýna Břeňka objevil Vilém Mrštík, který považoval autora první publikované povídky Pepka, tehdy již čtyřicátníka, za mladého nadějného začátečníka. V Moravsko–slezské revue, kterou redigoval, otiskl i jeho další dvě povídky. Břeněk publikoval i pod pseudonymy (Bořek, Bořek Netýn, Záviš) a značkami (–iš, –o–, –ýn).

### Novinář
Publikovat začal na počátku 90. let 19. století v Moravských listech. Pro jeho tvorbu byly typické povídky, fejetony a drobné obrázky, které zveřejňoval zejména v Moravskoslezské revue a v Nivě.

### Knižní vydání
- Chlapíci (Moravská Ostrava, Mor.-Slez. revue, 1910)
- Humoresky (Moravská Ostrava, Družstvo Moravskoslezské revue, 1911)
- Hvozdíček (Román; Hranice, nákladem vlastním, cca 1912)
- Loceper (Brno, Družstvo Moravavskoslezské revue, 1920, 1921)
- Lojzina (V Brně, Družstvo Moravskoslezské revue, 1921)

## Posmrtné pocty
- Po Otýnu Břeňkovi je pojmenována ulice Břenkova v Brně-Černých Polích.[9]
- Na rodném domě ve Vanovicích č. 90 je umístěna pamětní deska, kterou v roce 1934 odhalil Vilém Mrštík. (V roce 2005 byla v obci odhalena pamětní deska otci – pedagogovi Františku Břenkovi.)[10]